# (35951) 1999 KE14
1999 KE14 (asteroide 35951) é um asteroide da cintura principal. Possui uma excentricidade de 0.09376410 e uma inclinação de 9.70352º.
Este asteroide foi descoberto no dia 18 de maio de 1999 por LINEAR em Socorro.